# Commission de suivi de la détention provisoire
La commission de suivi de la détention provisoire (CSDP) est une instance consultative française chargée de recueillir et d'analyser les données relatives à la détention provisoire en France et à l'étranger. Créée par la loi du 15 juin 2000 sur la présomption d'innocence, elle est placée auprès du ministre de la Justice. La commission est supprimée par l'article 4 de la loi d'accélération et de simplification de l'action publique (loi ASAP) du 7 décembre 2020.

## Missions
Instituée auprès du ministre de la Justice par l'article 72 de la loi du 15 juin 2000 sur la présomption d'innocence, la commission est chargée de réunir les données juridiques, statistiques et pénitentiaires concernant la détention provisoire, en France et à l'étranger. Elle se fait communiquer tout document utile à sa mission et peut procéder à des visites ou à des auditions. Elle se réunit à l'initiative de son président et au moins trois fois par an.
Elle publie régulièrement un rapport qui présente les données statistiques locales, nationales et internationales concernant l'évolution de la détention provisoire ainsi que la présentation des différentes politiques mises en œuvre. Ce rapport annuel contient également une synthèse des décisions en matière d'indemnisation de la détention provisoire prises en application des articles 149-1 à 149-4 du code de procédure pénale.
Lors de l'analyse de la loi du 7 décembre 2020 supprimant la commission, le ministre a indiqué que "d’une part, les services du ministère de la justice seront directement chargés d’exercer les compétences actuellement dévolues à la CSDP, et, d’autre part,  les travaux menés par le contrôleur général des lieux de privation de liberté contribuent depuis 2007 à éclairer l’ensemble des enjeux liés à la surpopulation carcérale et aux conditions de détention dans les établissements pénitentiaires".

## Organisation
La direction des affaires criminelles et des grâces du ministère de la Justice assure le secrétariat de la commission et met à sa disposition les moyens nécessaires à l'exercice de sa mission.

### Composition
La commission est composée :
- de deux représentants du Parlement (désignés l'un par le président de l'Assemblée nationale, l'autre par le président du Sénat) ;
- d'un magistrat de la Cour de cassation (nommé sur proposition du premier président de la Cour de cassation) ;
- d'un membre du Conseil d'État (nommé sur proposition du vice-président du Conseil d'État) ;
- d'un professeur de droit ;
- d'un avocat ;
- d'un représentant d'un organisme de recherche judiciaire.

Les membres de la commission sont nommés pour trois ans par arrêté du ministre de la Justice. Ils désignent parmi eux le président de la commission.

### Membres
| Années | Député                   | Sénateur                   | Magistrat à la Cour de cassation | Membre du Conseil d'État | Professeur de droit                            | Avocat            | Représentant d'un organisme de recherche judiciaire |
| ------ | ------------------------ | -------------------------- | -------------------------------- | ------------------------ | ---------------------------------------------- | ----------------- | --------------------------------------------------- |
| 2002   | Jean-Yves Caullet (PS)   | Jean-Jacques Hyest (UMP)   | Elisabeth Ponroy                 | Jean-Marie Delarue       | Sylvie Cimamonti (université Aix-Marseille-II) | François Faugere  | Bruno Aubusson de Cavarlay (président, CESDIP)      |
| 2003   | Jean-Luc Warsmann (UMP)  | Jean-Jacques Hyest (UMP)   | Elisabeth Ponroy                 | Jean-Marie Delarue       | Sylvie Cimamonti (université Aix-Marseille-II) | François Faugere  | Bruno Aubusson de Cavarlay (président, CESDIP)      |
| 2004   | Jean-Luc Warsmann (UMP)  | Jean-Jacques Hyest (UMP)   | Michel Arnould                   | Jean-Marie Delarue       | Sylvie Cimamonti (université Aix-Marseille-II) | François Faugere  | Bruno Aubusson de Cavarlay (président, CESDIP)      |
| 2005   | Émile Blessig (UMP)      | François-Noël Buffet (UMP) | Michel Arnould                   | Jean-Marie Delarue       | Sylvie Cimamonti (université Aix-Marseille-II) | François Faugere  | Bruno Aubusson de Cavarlay (président, CESDIP)      |
| 2006   | Émile Blessig (UMP)      | François-Noël Buffet (UMP) | Michèle Palisse                  | Jean-Marie Delarue       | Sylvie Cimamonti (université Aix-Marseille-II) | François Faugere  | Bruno Aubusson de Cavarlay (président, CESDIP)      |
| 2012   | Sébastien Huyghe (UMP)   | Jean-René Lecerf (UMP)     | Thierry Bloch                    | Michel Thénault          | David Dechenaud (université Grenoble II)       | Gérard Tcholakian | Bruno Aubusson de Cavarlay (président, CESDIP)      |
| 2014   | Sébastien Huyghe (UMP)   | Jean-René Lecerf (UMP)     | Gilles Straehli                  | Jacques Reiller          | Laurence Leturmy (université de Poitiers)      | Gérard Tcholakian | Bruno Aubusson de Cavarlay (président, CESDIP)      |
| 2015   | Dominique Raimbourg (PS) | François Bonhomme (DVD)    | Gilles Straehli                  | Jacques Reiller          | Laurence Leturmy (université de Poitiers)      | Gérard Tcholakian | Bruno Aubusson de Cavarlay (président, CESDIP)      |
| 2017   | Caroline Abadie (LREM)   | François Bonhomme (DVD)    | Gilles Straehli                  | Jacques Reiller          | Laurence Leturmy (université de Poitiers)      | Gérard Tcholakian | Bruno Aubusson de Cavarlay (président, CESDIP)      |
| 2018   | Caroline Abadie (LREM)   | François Grosdidier (LR)   | Gilles Straehli                  | Jacques Reiller          | Laurence Leturmy (université de Poitiers)      | Gérard Tcholakian | Bruno Aubusson de Cavarlay (président, CESDIP)      |